# Prix littéraires 2024
Liste des prix littéraires décernés au cours de l'année 2024 :

## Prix internationaux
- Prix Nobel de littérature : Han Kang ( Corée du Sud)[1]
- Prix européen de littérature :
- Prix du livre européen : Karl Schlögel ( Allemagne) pour L'avenir se joue à Kyiv, Leçons ukrainiennes[2].
- Prix européen de l'essai Charles-Veillon : Dipesh Chakrabarty ( Inde), Après le changement climatique, penser l’histoire[3]
- Prix de littérature de l'Union européenne : Theis Ørntoft (da) ( Danemark), Jordisk[4]
- Prix Princesse des Asturies de littérature : Ana Blandiana ( Roumanie)[5]
- Prix Jean-Arp de littérature francophone :
- Prix des cinq continents de la francophonie :
- Prix SACD de la dramaturgie francophone : Phannuella Tommy Lincifort ( Haïti) pour On ne part pas en guerre avec une vie qui danse ! et Valentine Sergo   ( Suisse) pour Tatrïz[6]
- Grand prix littéraire d'Afrique noire : Hemley Boum pour Le rêve du pêcheur[7]
- Prix international Booker : Jenny Erpenbeck ( Allemagne), Kairos[8]
- Prix Cervantes : Álvaro Pombo ( Espagne)[9]
- Prix Carbet de la Caraïbe et du Tout-Monde :
- Prix Orange du Livre en Afrique : Dibakana Mankessi ( République du Congo) pour Le psychanalyste de Brazzaville[10]
- Prix commémoratif Astrid-Lindgren : Indigenous Literacy Foundation (en) ( Australie), organisation[11]
- Prix de la paix des libraires allemands : Anne Applebaum ( États-Unis)[12]
- Prix de l'État autrichien pour la littérature européenne : Joanna Bator ( Pologne)[13]
- Neustadt International Prize for Literature : Ananda Devi (Maurice)[14]

## Afrique du Sud
- Prix Ingrid-Jonker : Sarah Lubala pour A history of disappearance[15]

## Allemagne
- Prix Georg-Büchner : Oswald Egger (de)[16],[17]
- Prix Friedrich Hölderlin (Bad Homburg) : non décerné
- Prix Anna-Seghers : Carlos Fonseca Suárez (en) pour  Austral et Johannes Herwig pour ?[18].
- Prix du livre allemand : Martina Hefter (de), Hey guten Morgen, wie geht es dir?[19]
- Prix frère et sœur Scholl : Katerina Gordeeva (en) pour Nimm meinen Schmerz. Geschichten aus dem Krieg[20]

## Autriche
- Prix Ingeborg-Bachmann : Tijan Sila (de), Der Tag, an dem meine Mutter verrückt wurde[21]

## Belgique
- Prix Marcel-Thiry : Alain Lallemand pour Ce que le fleuve doit à la plaine
- Prix Victor-Rossel : Velibor Čolić pour Guerre et pluie (Gallimard)[22]
- Prix Filigranes :
- Prix d'honneur Filigranes :

## Canada
- Prix Athanase-David : Élise Turcotte[23]
- Prix littéraire des collégiens : Emmanuelle Pierrot pour La version qui n'intéresse personne
- Prix littéraire France-Québec : Éric Chacour pour Ce que je sais de toi
- Prix littéraire Québec-France Marie-Claire-Blais : Céline Righi pour berline
- Prix Robert-Cliche : Laura Nicolae pour Rue Escalei
- Grand prix du Salon du livre de Toronto : Jean Mohsen Fahmy pour Par-delà les frontières
- Grand prix Québecor du Festival international de la poésie : Diane Régimbald pour Elle voudrait l'ailleurs encore (Éditions du Noroît) et Annie Lafleur pour Puberté (Le Quartanier)[24]

## Chili
- Prix national de littérature : Elvira Hernández

## Corée du Sud
- Prix Gongcho :
- Prix Jeong Ji-yong :
- Prix de littérature contemporaine (Hyundae Munhak) :
  - Catégorie « Poésie » :
  - Catégorie « Roman » :
  - Catégorie « Critique » :
- Prix Manhae :
- Prix Park Kyung-ni :
- Prix Yi Sang :

## Danemark
- Prix Hans Christian Andersen : Heinz Janisch

## Espagne
- Prix Cervantes : Álvaro Pombo[25]
- Prix Nadal : César Pérez Gellida
- Prix Planeta : Paloma Sánchez-Garnica
- Prix national des lettres espagnoles : Manuel Rivas (auteur en galicien)
- Prix national de littérature narrative : Raúl Quinto (es), pour Martinete del rey sombra
- Prix national de poésie : María Jesús Pato Díaz pour Sonora[26]
- Prix national de la jeune poésie : Lola Tórtola (es), pour Los dioses destruidos[27]
- Prix national de l'essai : Alfredo González-Ruibal (es), pour Tierra arrasada: un viaje por la violencia del Paleolítico al siglo XXI
- Prix national de littérature dramatique : María Velasco (es), pour Primera sangre[28]
- Prix national de littérature d'enfance et de jeunesse : Mónica Rodríguez, pour Umiko[29]
- Prix Adonáis de poésie : Juan Herrero Diéguez, pour Cartografía de nadie
- Prix Anagrama : Lola López Mondéjar pour Sin relato
- Prix Loewe : Javier Velaza pour Las ignorancias
- Prix de la nouvelle courte Casino Mieres :
- Prix d'honneur des lettres catalanes : Albert Jané i Riera
- Prix national de littérature de la Generalitat de Catalogne :
- Journée des lettres galiciennes : Luísa Villalta (gl)
- Prix de la critique Serra d'Or :

## États-Unis
- National Book Awards : 
  - Catégorie « Fiction » : Percival Everett pour James
  - Catégorie  « Littérature jeunesse » :
  - Catégorie « Poésie » :
  - Catégorie « Essai / Documents » :
  - Medal of Distinguished Contribution to American Letters :
- Prix Hugo : 
  - Prix Hugo du meilleur roman : La Gloire à tout prix (Some Desperate Glory) par Emily Tesh
  - Prix Hugo du meilleur roman court : Thornhedge par T. Kingfisher
  - Prix Hugo de la meilleure nouvelle longue : The Year Without Sunshine par Naomi Kritzer (en)
  - Prix Hugo de la meilleure nouvelle courte : Better Living Through Algorithms par Naomi Kritzer (en)
  - Prix Hugo de la meilleure série littéraire : Les Chroniques du Radch (Imperial Radch) par Ann Leckie
- Prix Locus :
  - Prix Locus du meilleur roman de science-fiction : Effondrement système (System Collapse) par Martha Wells
  - Prix Locus du meilleur roman de fantasy : Roi Sorcier (Witch King) par Martha Wells
  - Prix Locus du meilleur roman d'horreur : A House with Good Bones par T. Kingfisher
  - Prix Locus du meilleur roman pour jeunes adultes : Promises Stronger Than Darkness par Charlie Jane Anders
  - Prix Locus du meilleur premier roman : Les Portes de Lumière (The Saint of Bright Doors) par Vajra Chandrasekera
  - Prix Locus du meilleur roman court : Thornhedge par T. Kingfisher
  - Prix Locus de la meilleure nouvelle longue : The Rainbow Bank par Uchechukwu Nwaka
  - Prix Locus de la meilleure nouvelle courte : How to Raise a Kraken in Your Bathtub par P. Djèlí Clark
  - Prix Locus du meilleur recueil de nouvelles : White Cat, Black Dog par Kelly Link
- Prix Nebula :
  - Prix Nebula du meilleur roman : Someone You Can Build a Nest In par John Wiswell (en)
  - Prix Nebula du meilleur roman court : The Dragonfly Gambit par A. D. Sui
  - Prix Nebula de la meilleure nouvelle longue : Negative Scholarship on the Fifth State of Being par A. W. Prihandita
  - Prix Nebula de la meilleure nouvelle courte : Why Don’t We Just Kill the Kid in the Omelas Hole par Isabel J. Kim (en)
- Prix Pulitzer :
  - Catégorie « Fiction » : Jayne Anne Phillips pour Night Watch
  - Catégorie « Biographie et Autobiographie » :
    - « Biographie » : Jonathan Eig pour King: A Life
    - « Autobiographie ou mémoires » :Cristina Rivera Garza pour Liliana's Invincible Summer: A Sister’s Search for Justice

  - Catégorie « Essai » : Nathan Thrall pour A Day in the Life of Abed Salama: Anatomy of a Jerusalem Tragedy
  - Catégorie « Histoire » : Jacqueline Jones pour No Right to an Honest Living
  - Catégorie « Poésie » : Brandon Som pour Tripas
  - Catégorie « Théâtre » : Eboni Booth pour Primary Trust
- Prix Agatha : 
  - Catégorie « Meilleur roman historique » : To Slip the Bonds of Earth de Amanda Flower
  - Catégorie « Meilleur roman contemporain » : A Midnight Puzzle de Gigi Pandian

## Finlande
- Prix Jarl-Hellemann : Ville Keynäs, trad. de La Disparition de Georges Perec

## France
- Prix d'Académie[30] :
  - Olivier Charneux, Le Glorieux et le Maudit. Jean Cocteau-Jean Desbordes : deux destins
  - Alain Fleischer, Ensemble de ses nouvelles
  - Jonathan Siksou, Vivre en ville
  - Pierre Singaravélou, Fantômes du Louvre. Les musées disparus du XIXe siècle
- Prix de l'Académie française Maurice-Genevoix : Alice Renard pour La colère et l'envie[31]
- Prix Alain-Fournier : Paul Saint-Bris pour L’allègement des vernis[32]
- Prix Amic : Clara Arnaud pour Et vous passerez comme des vents fous[33]
- Prix Anna-de-Noailles : Violaine Huisman pour Les monuments de Paris[34]
- Prix Arverne : Naisseur de Delphine Laurent[35]
- Prix Aujourd'hui : François Lecointre pour Entre guerres[36]
- Prix Biguet : Frédéric Berland pour Les logiques de l'absurde. De la dialectique platonicienne aux logiques non classiques[37]
- Prix de la biographie de l'Académie française[38] : 
  - Claude Burgelin pour Georges Perec
  - Romain Descendre et Jean-Claude Zancarini pour L’Œuvre-vie d’Antonio Gramsci
- Prix Femina : Le Rêve du jaguar de Miguel Bonnefoy
  - Prix Femina étranger : Propre d'Alia Trabucco Zerán
  - Prix Femina essai : Tenir tête de Paul Audi
  - Prix Femina des lycéens :
  - Prix spécial :
- Prix Gisèle Halimi : Abnousse Shalmani pour J'ai péché, péché dans le plaisir
- Prix Goncourt : Houris de Kamel Daoud
  - Prix Goncourt du premier roman : Rapatriement d'Eve Guerra
  - Prix Goncourt des lycéens : Madeleine avant l'aube de Sandrine Collette
  - Prix Goncourt de la nouvelle :
  - Prix Goncourt de la poésie :
  - Prix Goncourt de la biographie :
  - Liste Goncourt : le choix polonais :
- Prix Maurice-Genevoix :
- Prix Médicis : Ann d’Angleterre de Julia Deck
  - Prix Médicis étranger : Tarentules de Eduardo Halfon
  - Prix Médicis essai : Les Années de jeunesse de Reiner Stach
- Prix Renaudot : Jacaranda de Gaël Faye
  - Prix Renaudot essai : ?
  - Prix Renaudot du livre de poche : ?
  - Prix Renaudot des lycéens :
- Grand prix du roman de l'Académie française : Le Rêve du jaguar de Miguel Bonnefoy
- Prix littéraire de la vocation : Ces soleils ardents de Nincemon Fallé[39]
- Prix Interallié : ?
- Prix Méduse : Alors c'est bien de Clémentine Mélois[40]
- Prix Jean-Freustié : Réel Madrid de Mark Greene[41]
- Prix Joseph-Kessel : Guerre et Pluie de Velibor Čolić
- Prix du Livre Inter : Aliène de Phoebe Hadjimarkos Clarke[42]
- Prix Stanislas du premier roman : Mythologie du .12 de Célestin de Meeûs[43]
- Prix Première Plume : Tombée du ciel d'Alice Develey[44]
- Prix du premier roman français :
- Prix du premier roman étranger :
- Prix François-Mauriac de l'Académie française :
- Prix François-Mauriac de la région Aquitaine :
- Prix Françoise-Sagan : ?
- Grand prix de la francophonie :
- Prix Alexandre-Vialatte : L'Assemblée nationale et moi de Thierry Laget[45]
- Prix André-Malraux[46] :
  - Catégorie roman engagé : Sergueï Shikalov pour Espèces dangereuses
  - Catégorie essai sur l'art : Maïa Hruska pour Dix versions de Kafka
  - Catégorie « prix spécial du jury » : François de Saint-Cheron pour Malraux devant le Christ
- Prix Décembre : Le Bastion des larmes de Abdellah Taïa
- Prix des Deux Magots : La Face nord de Jean-Pierre Montal[47]
- Prix de Flore : Marc de Benjamin Stock
- Prix de la Closerie des Lilas : Le Cratère d'Arièle Butaux[48]
- Prix Fénéon :
- Prix France Culture-Télérama (Prix du roman des étudiants France Culture-Télérama) :
- Prix littéraire ENS Paris-Saclay :
- Prix Landerneau des lecteurs :
- Prix de la BnF : Raymond Depardon[49]
- Prix Boccace : Guillaume Lecointre pour Muséum 2080[50]
- Prix Jean-Monnet de littérature européenne du département de la Charente : Leçons de Ian McEwan[51]
- Grand prix Jean-Giono : ?
- Prix du Quai des Orfèvres :
- Prix des libraires :
- Prix du roman Fnac : Les Âmes féroces de Marie Vingtras[52]
- Prix Eugène-Dabit du roman populiste : L'Enragé de Sorj Chalandon[53]
- Grand prix RTL-Lire : Un monde à refaire de Claire Deya[54]
- Prix France Télévisions, catégorie roman :
- Prix France Télévisions, catégorie essai :
- Prix littéraire du Monde : L'Agrafe de Maryline Desbiolles[55]
- Prix La Bruyère : Paul Clavier pour Les Avatars de la preuve cosmologique. Essai sur l’argument de la contingence[56]
- Grand prix des lectrices de Elle : 
  - Grand Prix du roman : ?
  - Grand Prix du polar : ?
  - Grand Prix du document : ?
- Grand Prix Roman de l'été Femme Actuelle :
  - Roman de l'été :
  - Polar de l'été :
  - Prix du Jury :
- Grand prix de l'Imaginaire :
  - Grand prix de l'Imaginaire « Roman francophone » :
  - Grand prix de l'Imaginaire « Roman étranger» :
  - Grand prix de l'Imaginaire « Nouvelle francophone » :
  - Grand prix de l'Imaginaire « Nouvelle étrangère » :
  - Grand prix de l'Imaginaire « Roman jeunesse francophone » :
  - Grand prix de l'Imaginaire « Roman jeunesse étranger » :
- Grand Prix de Poésie de la SGDL :
- Prix Rosny aîné « Roman » : Paideia de Claire Garand[57]
- Prix Rosny aîné « Nouvelle » : Le Fils du fossoyeur de Nicolas de Torsiac[57]
- Prix Russophonie :
- Prix Wepler : ?
- Feuille d'or de la ville de Nancy - Prix des médias :
- Prix Octave-Mirbeau :
- Grand prix de la ville d'Angoulême :
- Fauve d'or : prix du meilleur album :
- Prix littéraire des Grandes Écoles :
- Prix littéraire des étudiants de Sciences Po pour Et vous passerez comme des vents fous de Clara Arnaud
- Prix mondial Cino-Del-Duca :
- Prix littéraire de la Ville de Caen : ?
- Prix Amerigo-Vespucci : ?
- Prix Amerigo-Vespucci Jeunesse : ?
- Prix Amerigo-Vespucci de la BD géographique : ?
- Prix Marguerite-Yourcenar : ?
- Prix Heredia : Christophe Manon pour Porte du Soleil
- Prix Terre de France :
- Prix Terre de France - Ouest-France :
- Prix Mallarmé :
- Prix Guillaume-Apollinaire : Michèle Finck  pour La voie du large[58]
- prix Apollinaire Découverte : Blandine Merle  pour Naître et mourir[58]
- Prix Lire dans le noir :

## Islande
- Prix de littérature islandaise : 
  - Catégorie « œuvre de fiction » : Móðurást : Draumþing de Kristín Ómarsdóttir (en)
  - Catégorie « littérature jeunesse » : Tjörnin de Rán Flygenring (is)
  - Catégorie « publications spécialisées » : Börn í Reykjavík de Guðjón Friðriksson (is)
  - Catégorie « roman policier » : Dauðinn einn var vitni de Stefán Máni

## Italie
- Prix Strega : Donatella Di Pietrantonio, L'età fragile
- Prix Bagutta : Gianni Biondillo, Quello che noi non siamo[59] (Guanda)
  - Prix Bagutta de la première œuvre : Giulia Scomazzon, La paura ferisce come un coltello arrugginito  (Nottetempo)
- Prix Bancarella : Aurora Tamigio, Il cognome delle donne (Feltrinelli)
- Prix Brancati :
  - Fiction :
  - Poésie :
  - Jeunes :
- Prix Campiello : ? 
Finalistes : ?
  - Prix Campiello de la première œuvre : ?
  - Prix de la Fondation Il Campiello : ?
  - Prix Campiello Giovani : ?
  - Prix Campiello Junior: 7-10 ans : ? | 11-14 ans : ?
  - Mention spéciale : ?
- Prix Malaparte : Rachel Cusk[60]
- Prix Napoli :
- Prix Stresa :
- Prix Viareggio :
  - Roman :
  - Essai :
  - Poésie :
- Prix Scerbanenco :
- Prix Raymond-Chandler :
- Prix Pozzale Luigi Russo :

## Japon
- Prix Akutagawa : Aki Asahina (ja) et Sanzō K. Matsunaga (ja)

## Monaco
- Prix Prince-Pierre-de-Monaco : Mathieu Belezi[61]

## Royaume-Uni
- Prix Booker : Samantha Harvey pour Orbital[62]
- Women's Prize for Fiction : V. V. Ganeshananthan pour Brotherless Night

## Russie
- Prix Bolchaïa Kniga : Alexeï Varlamov pour le roman Odsun (Одсун)

## Suisse
- Prix Jan-Michalski de littérature :
- Prix Michel-Dentan : Catherine Lovey pour histoire de l’homme qui ne voulait pas mourir, Zoé, 2024[63]
- Prix du roman des Romands : Mélanie Richoz, Nani
- Prix suisse de littérature : Klaus Merz
- Prix Ahmadou-Kourouma : Bessora pour Vous, les ancêtres[64]
- Prix suisse du livre : Zora del Buono (de) pour Seinetwegen[65]